# Liste de sièges
Cette page donne une liste de sièges. Ceux-ci se distinguent des batailles par leur relative longueur — la plupart des batailles ne durant que quelques heures — et par l'absence fréquente de manœuvres, le travail des sapeurs l'emportant sur celui de la cavalerie. De plus certains sièges comportèrent plusieurs batailles.
La science de bien mener un siège se nomme poliorcétique.

## Durées de 5 ans ou plus
| Siège                                         | Ville                | Début           | Fin               | Durée en années |
| --------------------------------------------- | -------------------- | --------------- | ----------------- | --------------- |
| Siège de Ceuta (d)                            | Ceuta                | 23 octobre 1694 | 1720              | 26              |
| Siège de Candie                               | Héraklion            | mai 1648        | 27 septembre 1669 | 21              |
| Siège de Gerdkûh (d)                          | Gerdkûh              | mai 1253        | décembre 1270     | 17              |
| Chute de Philadelphie                         | Alaşehir             | 1378            | 1390              | 13              |
| Siège de Hanoï (d)                            | Hanoï                | 1418            | 1428              | 11              |
| Bataille de Véies                             | Véies                | -405            | -395              | 11              |
| Siège du castel de Karasawa (d)               | castel de Karasawa   | 1560            | 1570              | 11              |
| Siège de Khost                                | Khost                | janvier 1980    | 11 avril 1991     | 11              |
| Siège de Lilybée (250 av. J.-C.-241 av. J.C.) | Lilybée              | -249            | -240              | 10              |
| Siège de Alaró (d)                            | Alaró                | 902             | 911               | 10              |
| Siège de Constantinople (d)                   | Constantinople       | 1393            | 1402              | 10              |
| Siège du Hongan-ji d'Ishiyama                 | Hongan-ji d'Ishiyama | août 1570       | août 1580         | 10              |
| Siège de Drépane                              | Trapani              | -248            | -240              | 9               |
| Siège de Constantinople                       | Constantinople       | 1394            | 1402              | 9               |
| Siège de Tlemcen                              | Tlemcen              | 1299            | 1307              | 9               |
| Siège de Bursa                                | Bursa                | janvier 1317    | 14 avril 1326     | 9               |
| Siège de Gingee (d)                           | Gingee               | septembre 1690  | 1698              | 8               |
| Siège de Narbonne                             | Narbonne             | 752             | 759               | 8               |
| Grand Siège de Montevideo                     | Montevideo           | 16 février 1843 | 8 octobre 1851    | 8               |
| Siège de Larissa (d)                          | Larissa              | 977             | 983               | 7               |
| Siège de Thessalonique                        | Thessalonique        | juin 1422       | 5 mai 1430        | 7               |
| Siège de Tripoli                              | Tripoli              | janvier 1102    | 19 juillet 1109   | 7               |
| Siège de Gingee (d)                           | Gingee               | septembre 1690  | 1698-01-08        | 7               |
| Siège de Gdańsk (d)                           | Gdańsk               | 1655            | 1660              | 6               |
| Siège de Constantinople                       | Constantinople       | 1397            | 1402              | 6               |
| Siège de Ceuta (d)                            | Ceuta                | 1721            | 22 avril 1727     | 6               |
| Siège de Homs                                 | Homs                 | 6 mai 2011      | 21 mai 2017       | 6               |
| Siège de Homs (d)                             | Homs                 | 14 mai 2012     | 29 avril 2018     | 6               |
| Siège de Salone (d)                           | Salone               | -48             | -44               | 5               |
| Siège de Salé                                 | Salé                 | 1660            | 1664              | 5               |
| Sièges d'Arles                                | Arles                | 566             | 570               | 5               |
| Siège de Augustonemetum (d)                   | Augustonemetum       | 471             | 475               | 5               |
| Siège de Constantinople                       | Constantinople       | 674             | 678               | 5               |
| Siège de Nicomédie                            | Nicomédie            | 1333            | 1337              | 5               |
| Siège de Thessalonique (d)                    | Thessalonique        | 1383            | 1387              | 5               |
| Siège d'Amsterdam (d)                         | Amsterdam            | 22 août 1572    | 18 février 1578   | 5               |
| Siège de Ménerbes (d)                         | Ménerbes             | 14 octobre 1573 | 19 décembre 1578  | 5               |

## Par continents

### Afrique
- 238 av. J.-C. : siège de Tunis
- 149-146 av. J.-C. : siège de Carthage par les Romains
- 1146 : siège de Mahdia
- 708 : siège de Saldae
- 1270 : siège de Tunis par Louis IX de France
- 1299 - 1307 : siège de Tlemcen par les Mérinides
- 1535 : siège de Tunis par les Espagnols
- 1541 : Siège d'Alger par les Espagnols
- 1574 : siège de Tunis par les Ottomans contre les Espagnols
- 11 juin 1798 : prise d'Alexandrie
- 5 juillet 1830 : prise d'Alger
- 26 novembre 1849 : chute de Zaatcha (Algérie)
- 1857 : siège du fort de Médine
- 5 avril 1892-janvier 1893 : siège d'Albertville par les troupes de Rumaliza.
- 21 janvier 1893-3 mars 1893 : siège de Nyangwe par la Force publique.
- 19 avril 1893-22 avril 1893 : siège de Kasongo par la Force publique.
- 13 octobre 1899-27 mai 1900 : siège de Mafeking par les Boers.
- 14 octobre 1899-15 février 1900 : siège de Kimberley par les Boers.
- 30 octobre 1899-28 février 1900 : siège de Ladysmith par les Boers.
- 2011 : siège de Misrata par l’armée libyenne.

### Amérique
- 1521 : siège de Tenochtitlan
- 1690 : bataille de Québec
- 1741 : siège de Carthagène des Indes par la flotte de l'amiral Edward Vernon
- 1759 : siège de Québec
- 1762 : siège de La Havane
- 1775-1776 : Siège de Boston par les Patriotes américains
- 1779 : siège de Savannah
- 1781 : bataille de Yorktown par les Patriotes américains
- 1836 : siège de Fort Alamo
- 1846 : siège de Fort Texas lors de la guerre américano-mexicaine.
- 1847 : siège de Veracruz lors de la guerre américano-mexicaine.
- 1847 : siège de Puebla, au Mexique lors de la guerre américano-mexicaine.
- 1863 : siège de Puebla, au Mexique par les Français.
- 1863 : siège de Vicksburg, aux États-Unis, par l'armée nordiste.
- 1863 : siège de Camerone,
- juin 1864-avril 1865 : siège de Petersburg, aux États-Unis, par l'armée nordiste

### Asie

#### Proche et Moyen-Orient

##### Antiquité
- 612 av. J.-C. : prise de Ninive par les Mèdes et les Babyloniens
- janvier-août 332 av. J.-C. : siège et prise de Tyr par les troupes d'Alexandre le Grand
- 70 : siège de Jérusalem, par les Romains (Titus)
- 115 : prise de Ctésiphon (en Perse) par les Romains (Trajan)
- 197 : prise de Ctésiphon (en Perse) par les Romains (Septime Sévère)

##### Moyen Âge
- Mai-juin 1097 : siège de Nicée par les croisés et les Byzantins lors de la première croisade
- 1097-1098 : siège d'Antioche par les croisés
- Juin-juillet 1099 : siège de Jérusalem par les croisés
- 20 septembre au 2 octobre 1187 : siège de Jérusalem par Saladin
- 1191 : siège de Saint-Jean-d'Acre
- 12 août 1099 : siège d'Ascalon par les croisés
- 1102-1109 : Siège de Tripoli
- 28 mai 1291 : prise de Saint-Jean-d'Acre par les Mamelouks

##### Époque moderne
- 18 mars-20 mai 1799 : siège de Saint-Jean-d'Acre

##### Époque contemporaine
- 26 août-16 septembre 2005 : siège de Tall Afar pendant la guerre d'Irak.
- 6 mai 2011-21 mai 2017 : Siège de Homs pendant la guerre civile syrienne.

#### Extrême-Orient
- 1156 : siège du Shirakawa-den
- Sièges de la guerre de Gempei:
  - 1180 : siège de Nara
  - avril-mai 1183 : Siège de Hiuchi
  - 1183 : Siège de Fukuryūji
  - 1184 : Siège du Hōjūjiden
- 5 juillet 1590 : Siège d'Odawara
- 1799 : Siège de Seringapatam
- 21 janvier 1968-8 avril 1968 : siège de Khe Sanh par l'armée nord-vietnamienne.
- 1900 : Siège du Quartier des Légations pendant la révolte des Boxers à Pékin
- juin-octobre 1948 : Siège de Changchun[1].

### Europe

#### Antiquité
- 724 av. J.-C. : Siège de l'Ithômé, près de Stenyclaros. La forteresse est finalement prise par Sparte, mettant fin à la Première Guerre de Messénie.
- 600 av. J.-C. : Prise de Smyrne en Ionie par les Lydiens du roi Alyatte II (ou 575 av. J.-C.)
- 409 av. J.-C. : prise de Byzance par Alcibiade
- 415 av. J.-C. : siège de Syracuse (guerre du Péloponnèse)
- 404 av. J.-C. : prise d'Athènes par les Spartiates de Lysandre
- 390 av. J.-C. : prise de Rome, par les Gaulois de Brennus
- 340 av. J.-C. : le roi de Macédoine Philippe II subit un échec lors du siège de Périnthe sur les rives de la Propontide.
- 305 av. J.-C. : siège de Rhodes par Démétrios Ier Poliorcète
- 262 av. J.-C. : siège d'Agrigente
- 250 av. J.-C.-241 av. J.-C. : siège de Lilybée (250 av. J.-C.-241 av. J.C.)
- 219 av. J.-C.-218 av. J.-C. : siège de Sagonte (Hannibal Barca)
- 215 av. J.-C. à 212 av. J.-C. : siège de Syracuse par les Romains
- 153 av. J.-C. : siège romain de Numance
- 149 av. J.-C. 146 av. J.-C. : siège de Carthage
- 146 av. J.-C. : mise à sac de Corinthe par les Romains (Mummius)
- 52 av. J.-C. : siège de Gergovie par les Romains (Jules César)
- 52 av. J.-C. : siège d'Avaricum (Bourges) par les Romains (Jules César)
- 52 av. J.-C. : siège d'Alésia, par les Romains (Jules César)
- 51 av. J.-C. : siège d'Uxellodunum, par les Romains (Jules César)
- 49 av. J.-C. : siège de Marseille, organisé par Jules César et conduit par Caius Trebonius et Decimus Junius Brutus Albinus
- 43 av. J.-C. : siège infructueux de Modène par Marc Antoine
- 106 : Prise de Sarmizegetusa (en Dacie) par les Romains (Trajan)
- 410 : sac de Rome, par les Wisigoths d'Alaric Ier
- 455 : sac de Rome, par les Vandales de Genséric

### Moyen Âge

#### Haut Moyen Âge
- 536 : siège de Naples
- 537-538 : Siège de Rome
- 626 : Siège de Constantinople par les Avars, les Slaves et les Perses sassanides
- 674-678 : 1re siège Siège de Constantinople par les Arabes omeyyades
- 711 : Siège de Tolède par les Arabes omeyyades
- 717-718 : 2e siège Siège de Constantinople par les Arabes omeyyades
- 813 : Siège de Constantinople par les Bulgares
- 821-823 : Siège de Constantinople mené par Thomas le Slave
- 845 : 1er siège de Paris par les Vikings
- 856-857 : 2e siège de Paris par les Vikings
- 860 : 1re siège de Constantinople par les Rus'
- 861 : 3e siège de Paris par les Vikings
- 885-887 : 4e siège de Paris par les Vikings
- 907 : 2e siège de Constantinople par les Rus'
- 941 : 3e siège de Constantinople par les Rus'
- 953 : siège de Cambrai par les Hongrois
- 959 : siège de Constantinople par les Hongrois

##### Bas Moyen Âge
- Siège de Dreux par Richard II duc de Normandie[2]
- 1054 : Siège de Lille
- 1071 : Siège de Saint-Omer
- 1083 - 1086 : Siège de Sainte-Suzanne par Guillaume le Conquérant. Hubert de Beaumont soutient victorieusement le siège.

- 1128 : siège de Lille
- 1181 : siège de Lavaur
- 1188 : siège de Dreux par Henri II d'Angleterre
- 1199 : siège de Châlus et mort de Richard Cœur de Lion
- 22 juillet 1209 : Prise de Béziers lors de la croisade des Albigeois
- 1203 : 1re siège de Constantinople lors de la quatrième croisade
- 1204 : 2e siège de Constantinople lors de la quatrième croisade
- 1209 : premier Siège de Carcassonne lors de la croisade des Albigeois
- 21 juin - 21 juillet 1210 : Siège de Minerve par Simon IV de Montfort.
- 1er août - 23 novembre 1210 : Siège de Termes par Simon IV de Montfort.
- 1211 : Siège de Lavaur
- 1211 : Siège de Toulouse
- 1211 : Siège de Castelnaudary
- 1213 : Sièges de Lille
- 1213 : Siège de Tournoël
- 1216 : Siège de Beaucaire
- 1218 : Siège de Toulouse
- 1219 : Siège de Marmande
- 1219 : Siège de Toulouse
- 1226 : Siège d'Avignon
- 1230 : Siège de la cité de Majorque par Jacques Ier d'Aragon
- 1235 : Siège de Constantinople par les Bulgares et les Nicéens
- 1240 : Second siège de Carcassonne par Raimond II Trencavel et Olivier de Termes
- 1243 - 1244 : siège de Montségur
- Juin 1255 :Siège de Quéribus par Olivier de Termes pour le sénéchal de Carcassonne.
- 1260 : Siège de Constantinople par les Nicéens
- 1297 : Siège de Lille
- Septembre 1339 : Siège de Cambrai par le roi d'Angleterre Édouard III (début de la guerre de Cent Ans).
- 1340 : Siège et bataille de Saint-Omer
- 3 août 1342 - 26 mars 1344 : Siège d'Algésiras par le roi Alphonse XI de Castille.
- 1346 : siège d'Aiguillon
- 4 septembre 1346-4 août 1347 : Siège de Calais par les Anglais.
- 1365 : Siège du château d'Allègre pendant six mois, à la suite d'un problème successoral.
- 1357 : Siège de Rennes (première mention de Bertrand Du Guesclin)
- 1391-1392 : 1re siège de Constantinople par les Ottomans
- 1394-1402 : 2e siège de Constantinople par les Ottomans
- 1412 : Siège de Dreux par les Bourguignons pendant la guerre civile entre Armagnacs et Bourguignons.
- 1421 : Siège de Dreux par Henri V d'Angleterre
- Siège du Puy par les Bourguignons.
- 1422 : 3e siège de Constantinople par les Ottomans
- 12 octobre 1428 - 8 mai 1429 : Siège d'Orléans par les Anglais
- 1431 : siège de Pouancé
- 1444 : Siège de Metz par les troupes de René d'Anjou et de Charles VII
- 1453 : Siège de Constantinople par les Ottomans
- 1465 : Siège de la forteresse d'Espaly par Rauffet de Balsac
- 1473 : Histoire de Lectoure où meurt Jean V d'Armagnac
- 1477 : bataille de Nancy par Charles le Téméraire
- 1477 : Siège de Saint-Omer
- 1489 : Siège de Thérouanne
- 1489 : Siège de Saint-Omer

#### Époque moderne
- 1522 : Siège de Rhodes
- 1527 : Sac de Rome, par les troupes de Charles Quint
- 1529 : siège de Vienne
- 1543 : Siège de Nice, par les Français de François Ier et les Turcs de Barberousse
- 1544 : Siège de Boulogne (1544) par le duc de Suffolk
- 1544 : Siège de Montreuil (1544) par le duc de Norfolk
- 1552 : Siège de Metz par Charles Quint
- 1552 : siège de Damvillers par Henri II,
- 1553 : Siège de Thérouanne (1553) (Thérouanne) par Charles Quint
- 1557 : Siège de Saint-Quentin en Picardie
- 1558 : Siège de Thionville (1558)
- 1562 : Siège de Lectoure par Blaise de Monluc
- 1565 : Siège de Malte par l'Empire ottoman
- 1567 : Siège de Valenciennes par les troupes espagnoles de Philippe de Noircarmes
- 1569 : Siège de Poitiers par l'amiral de Coligny
- 1572 : Sac de Malines par l'armée espagnole
- 1572 : Siège de Mons par les tercios espagnols de Ferdinand Alvare de Tolède
- 1573 : Siège de Haarlem par l'armée espagnole de Fadrique Álvarez de Tolede
- 1573 : Siège de la Rochelle, par le duc d'Anjou
- 1573 : Siège d'Alkmaar
- 1573-1578: Siège de Ménerbes par les protestants.
- 1576 : Sac d'Anvers par des rebelles espagnols
- 1577 : Siège de Bréda
- 1583 : Siège de Godesberg par Ernest de Bavière
- 1590 : Siège de Dreux par Henri IV de France
- 1591 : Siège de la Forteresse de Saint-Vidal
- 1594 :
  - Siège de Groningue (1594)
  - Siège de Dreux de nouveau par Henri IV de France
  - Siège du Puy par Anne de Lévis.
- 1597 : siège de Cambrai par le comte de Fuentès
- 1597 : siège d'Amiens
- 1601-1604 : siège d'Ostende
- 1606 : siège de Groenlo par Ambrogio Spinola
- 1608-1610 : Siège du monastère de la Laure de la Trinité-Saint-Serge (en) par l'armée de Pologne-Lituanie
- 1609-1611 : Siège de Smolensk (en) par l'armée de Pologne-Lituanie
- 1614-1615 : siège d'Ōsaka
- 1621 : siège de Montauban
- 1622 : siège de Berg-op-Zoom par Ambrogio Spinola
- 1624 : siège de Bréda
- 1627 : siège de Groenlo par Frédéric-Henri d'Orange-Nassau
- 1627-1628 : siège de la Rochelle
- 1629 : siège de Bois-le-Duc
- 1630 1631 : sac de Magdebourg
- 1634 : premier siège de La Mothe
- 1635 : siège de Schenkenschans
- 1637 : siège de Bréda par Frédéric-Henri d'Orange-Nassau
- 1638 : prise de Bagdad (en) par Mourad IV
- 1639 : siège de Salses
- 1639 : siège de Thionville
- 1640 : siège de Turin par les armées franco-piémontaise commandées par Henri de Lorraine-Harcourt
- 1643 : Siège de Rocroi
- 1644-1645 : Trois sièges de Taunton
- 1646 : Siège de Lérida
- 1647 : siège de Lens
- 1648-1669 : siège de Candie, considéré comme le plus long de l'histoire.
- 1649 : Siège de Drogheda
- 1649 : Sac de Wexford
- 1649-1650 : siège de Waterford
- 1650 : siège de Clonmel
- 1650-1651 : Siège de Limerick
- 1651-1652 : Siège de Galway
- 1651-1652 : Siège de Barcelone
- 1653 : Siège de Gérone
- 1654 : Siège de Smolensk
- 1655 : Siège de Jasna Góra (en)
- 1660 : Siège de Liakhavitchy
- 1664 : Siège de Hloukhiv
- 1667 : Siège de Lille par les troupes de Louis XIV
- 1672 : Siège de Groningue
- 1673 : Siège de Maastrichtpar l'armée de Louis XIV
- 1677 : Siège de Cambrai par le roi Louis XIV
- 1677 : Siège de Saint-Omer (1677)
- 1678 : Siège de Gand
- 1683 : Siège de Vienne
- 1689 : Siège de Derry
- 1691 : siège d'Athlone
- 1691 : siège de Coni
- 1697 : siège de Barcelone
- 1704 : Prise de Gibraltar par la flotte anglo-hollandaise
- 1706 : Siège de Turin
- 1707 : Siège de Gaeta par l'armée autrichienne de Wirich de Daun
- 1708 : Siège de Lille par l'armée espagnole d'Eugène de Savoie
- 1710 : Siège de Béthune par les Alliés contre les Français
- 1710-1711 : Siège de Gérone (1710-1711) (ca)
- 1711 : Siège de Saint-Omer (1711)
- 1713-1714 : Siège de Barcelone par l'armée franco-espagnole du maréchal de Berwick
- 1721: premier  siège du fort d'Arguin
- 1723; second siège du fort d'Arguin
- 1724: troisième siège du fort d'Arguin
- 1727 : siège de Gibraltar (en)
- 1734 : Siège de Dantzig par l'armée russe de Burckhardt von Münnich
- 1734 : siège de Gaète par l'armée franco-espagnole de Charles III d'Espagne
- 1742 : siège de Prague par l'armée autrichienne commandée par Johann von Lobkowitz
- 1745 : siège de Gand
- 1745: Siège d'Ath
- 1746 : siège de Bruxelles par l'armée française commandée par Maurice de Saxe
- 1746 : siège de Namur
- 1747 : siège de Berg-op-Zoom
- 1747 : siège de Prague
- 1731 : siège de Kolberg
- 1779-1783 : siège de Gibraltar par les armées franco-espagnoles
- 1783-1784 : siège de Mangalore

#### Époque contemporaine

##### Sièges des guerres de la Révolution
- 1792 : Siège de Lille (1792)
- 9 août au 9 octobre 1793 : siège de Lyon
- septembre à décembre 1793 : siège de Toulon
- 17 janvier 1797 : prise de Mantoue
- mars- 23 juillet 1798 : siège de Mayence perdu par la France (général Kléber)
- 1799 : Siège de Mantoue
- 11 juin 1798 : Prise de Malte
- 1805 : Siège d'Ulm

##### XIXesiècle
- 6 mai 1809 - 12 décembre 1809 : Siège de Gérone par les troupes impériales françaises durant la guerre d'indépendance espagnole
- 5 mai 1811 - 28 juin 1811 : Siège de Tarragone par les troupes impériales (français, italiens, polonais) sous le maréchal Suchet.
- 3 janvier 1814 - 10 avril 1814 : Siège de Metz par les troupes prussiennes et russes de la Sixième Coalition.
- 1821 : Siège de Patras durant la Guerre d'indépendance grecque.
- Novembre 1822 - avril 1826 : siège de Missolonghi durant la guerre d'indépendance grecque.
- Juillet 1832 - août 1833 : Siège de Porto durant la guerre civile portugaise.
- 15 novembre 1832 - 23 décembre 1832 : siège de la citadelle d'Anvers par les Français.
- 5 avril - 24 juin 1854 : siège de Silistra pendant la guerre de Crimée par les Russes.
- 18 - 27 août 1854 : siège de Petropavlovsk pendant la guerre de Crimée par les Franco-Britanniques.
- 17 octobre 1854 - 11 septembre 1855 : siège de Sébastopol par l'armée franco-britannique durant la guerre de Crimée.
- 12 mai - 31 août 1855 : siège de Taganrog par les Franco-Britanniques durant la guerre de Crimée.
- Juillet - 26 novembre 1855 : siège de Kars par les Russes durant la guerre de Crimée.
- 20 août 1870 - 28 octobre 1870 : siège de Metz par les Prussiens durant la guerre franco-prussienne de 1870.
- 8 août 1870 - 26 mars 1871 : siège de Bitche par les troupes bavaroises et prussiennes durant la guerre franco-prussienne de 1870.
- 16 août - 23 septembre 1870 : siège de Toul par les Prussiens, les Bavarois et les Wurtembergeois durant la guerre franco-prussienne de 1870.
- 16 août - 28 septembre 1870 : siège de Strasbourg par les Prussiens et les Badois durant la guerre franco-prussienne de 1870.
- 2 septembre - 1er janvier 1871 : siège de Mézières par les Prussiens durant la guerre franco-prussienne de 1870.
- 4 septembre - 14 décembre 1870 : siège de Montmédy par les Prussiens durant la guerre franco-prussienne de 1870.
- 11 septembre - 16 octobre 1870 : siège de Soissons (1870) par les Prussiens durant la guerre franco-prussienne de 1870 .
- 14 septembre - 11 novembre 1870 : siège de Neuf-Brisach par les Prussiens durant la guerre franco-prussienne de 1870.
- 18 septembre 1870 - 28 janvier 1871 : siège de Paris (1870) (chronologie du siège de Paris) par les Allemands durant la guerre franco-prussienne de 1870.
- 3 novembre 1870 - 18 février 1871 : siège de Belfort par les Prussiens durant la guerre franco-prussienne de 1870.
- 5 novembre - 27 novembre 1870 : siège de La Fère (1870) par les Prussiens durant la Guerre franco-prussienne de 1870.
- 13 novembre - 24 novembre 1870 : siège de Thionville par les Prussiens durant la guerre franco-prussienne de 1870.
- 20 juillet - 10 décembre 1877 : siège de Plevna par les Russes durant la guerre russo-turque de 1877-1878.
- 23 novembre 1884 - 28 février 1885 : siège de Tuyen Quang par les pavillons noirs.

##### XXesiècle
- 21 aout 1914 - 23 aout 1914 : Siège de Namur par les Allemands.
- 28 aout 1914 - 6 septembre 1914 : siège de Maubeuge par les Allemands.
- 24 septembre 1914 - 22 mars 1915 : siège de Przemyśl par les Russes.
- 28 septembre 1914 - 10 octobre 1914 : Siège d'Anvers par les Allemands.
- 11 octobre 1914 - 12 octobre 1914 : Siège de Lille par les Allemands.
- 10 avril 1941 - 27 novembre 1941 : siège de Tobrouk par les Allemands.
- 30 octobre 1941 - 4 juillet 1942 : siège de Sébastopol par les Allemands.
- 8 septembre 1941 - 27 janvier 1944 : siège de Léningrad par les Allemands.
- 17 juillet 1942 - 2 février 1943 : siège de Stalingrad par les Soviétiques.
- 15 septembre 1944 - 9 mai 1945 : siège de Dunkerque par les forces alliées - Polonais, FFL.
- 20 décembre 1944 - 27 décembre 1944 : siège de Bastogne par les Allemands.
- 29 décembre 1944 - 13 février 1945 : siège de Budapest par les Soviétiques.
- 13 septembre 1961 - 17 septembre 1961 : siège de Jadotville par les soldats katangais.
- 25 août 1991 - 18 novembre 1991 : siège de Vukovar par les milices serbes et l'armée serbe.
- 5 avril 1992 - 29 février 1996 : siège de Sarajevo par les forces serbes.

### Dans les mondes imaginaires
On pourra citer par exemple deux sièges, préludes à d'épiques batailles, dans le roman Le Seigneur des anneaux de J. R. R. Tolkien :
- nuit du 2 au 3 mars 3019 du Troisième Âge : siège du Gouffre de Helm et bataille de Fort-le-Cor ;
- 14 et 15 mars 3019 du Troisième Âge : siège de Minas Tirith (aussi dit siège du Gondor) et bataille des Champs du Pelennor.
- De  3429 à 3441 du Deuxième Âge:  Siège de Barad-dûr et bataille de la Dernière Alliance.